# P.V.G.W. Kamerbeek
Petrus Vincentius Gerardus Wilhelmus (Piet) Kamerbeek (Rotterdam, 28 juli 1911 – 's-Hertogenbosch, 3 maart 1976) was een Nederlands burgemeester.
Zijn vader G.J.H. Kamerbeek was directeur van N.V. Gebr. Bervoets' kleedingbedrijven. P.V.G.W. Kamerbeek is afgestudeerd in de rechten aan de Katholieke Universiteit Nijmegen en werkte daarna anderhalf jaar als volontair bij de gemeentesecretarie van Ravenstein. Vervolgens was hij bijna twee jaar werkzaam als hoofd van den distributiedienst in Grave. Eind mei 1940, kort na de Duitse inval in Nederland, werd zijn benoeming tot waarnemend burgemeester van Baarle-Nassau bekendgemaakt als opvolger van burgemeester Hofland, die per 1 mei 1940 benoemd was tot burgemeester van Oud en Nieuw Gastel. In november 1940 werd Kamerbeek alsnog benoemd tot burgemeester van Baarle-Nassau. Begin oktober 1944 werd Baarle-Nassau bevrijd en ruim een maand later benoemde het Militair Gezag de heer F.M.A. de Grauw tot waarnemend burgemeester van Baarle-Nassau en in 1947 werd deze daar als burgemeester benoemd. Kamerbeek werd in 1948 benoemd tot burgemeester van Esch en in juli 1960 volgde zijn benoeming tot burgemeester van Sint-Michielsgestel. In maart 1976, enkele maanden voor hij daar met pensioen zou gaan, overleed hij op 64-jarige leeftijd.